# Mitsubishi A5M
Mitsubishi A5M là máy bay cánh đơn đầu tiên hoạt động trên hạm đội, và là tiền thân trực tiếp của kiểu Mitsubishi A6M-Zero nổi tiếng. Tên mã của Đồng Minh là Claude; trong khi chính thức của Hải quân Nhật là "Máy bay Tiêm kích trên Tàu sân bay Kiểu 96" (九六式艦上戦闘機).
Được thiết kế theo tiêu chuẩn yêu cầu năm 1934, nó bay lần đầu tiên ngày 4 tháng 2 năm 1935. Nó vượt qua hầu hết các tiêu chuẩn kỳ vọng, nhất là tốc độ tối đa chỉ yêu cầu 346 km/h (215 mph), nhưng nó đạt được đến 450 km/h (280 mph). Sau một số cải tiến cho độ ổn định, nó được đưa vào phục vụ đầu năm 1937 và nhanh chóng tham gia chiến đấu lúc bắt đầu Chiến tranh Trung-Nhật lần thứ hai (1937-1945), kể cả những trận không chiến với chiếc Boeing P-26 "Peashooters" của Không quân Trung Hoa, là những trận giáp chiến và tiêu diệt đầu tiên trên thế giới giữa những chiếc máy bay tiêm kích cánh đơn. Nơi đó, nó chứng minh là kiểu máy bay tốt hơn mọi máy bay nghênh chiến, cho dù nhóm thiết kế Mitsubishi tiếp tục cải tiến A5M qua nhiều phiên bản, cho đến phiên bản cuối cùng A5M4, có thêm thùng nhiên liệu phụ vứt được gắn vào thân.
Một phiên bản huấn luyện, A5M4-K cũng được chế tạo (103 chiếc). Nó có buồng lái đôi và tiếp tục được dùng trong huấn luyện chiến đấu khá lâu sau khi A5M rời khỏi mặt trận. Hầu hết A5M có nóc buồng lái mở; một kiểu nóc kín được thử, nhưng ít được phi công Hải quân ưa thích. Tất cả đều có càng đáp cố định không xếp được với chắn bùn cho bánh đáp dạng thon (ngoại trừ phiên bản huấn luyện).
Vài chiếc A5M vẫn còn phục vụ khi bắt đầu Thế Chiến II. Nguồn tin tình báo Mỹ tin rằng A5M là máy bay tiêm kích chủ yếu của Hải quân Nhật, nhưng nó đã được thay thế bởi A6M 'Zero' trên những tàu sân bay hàng đầu và với Không Đoàn Tainan. Những tàu sân bay nhỏ và các không đoàn khác tiếp tục sử dụng A5M cho đến khi việc sản xuất 'Zero' đủ đáp ứng nhu cầu. Các khung máy bay A5M còn lại được dùng cho những phi vụ cảm tử Thần Phong (kamikaze) trong những tháng cuối cùng của cuộc chiến.

## Các phiên bản
- Ka-14: 6 chiếc nguyên mẫu với nhiều kiểu động cơ và nhiều cải tiến thiết kế.
- A5M1 Tiêm kích hoạt động trên tàu sân bay Hải quân, Kiểu 1: kiểu sản xuất đầu tiên với động cơ Kotobuki-2 KAI-I 850 mã lực.
- A5M2/2a, Kiểu 21: Động cơ mạnh hơn.
- A5M2b, Kiểu 22: kiểu sản xuất với nắp loại NACA và động cơ Kotobuki-3 640 mã lực.
- A5M3a: Nguyên mẫu với động cơ Hispano-Suiza 12 Xcrs 601 mã lực.
- A5M4, Kiểu 24: A5M2b với động cơ mới và nóc buồng lái kín, thùng nhiên liệu phụ vứt được. Kiểu được sản xuất cuối cùng (Kiểu 34) gắn động cơ Kotobuki 41 KAI.

A5M1-A5M4: 780 chiếc chế tạo bởi Mitsubishi, 39 chiếc bởi Watanabe và 161 chiếc bởi Cơ xưởng Hải quân Ohmura.
- A5M4-K: Phiên bản huấn luyện 2 chỗ ngồi của A5M4, 103 chiếc được chế tạo bởi Cơ xưởng Hải quân Ohmura.
- Ki-18: 1 chiếc nguyên mẫu, phiên bản đặt căn cứ trên đất liền cho Lục quân dựa trên A5M gắn động cơ Kotobuki-5 550 mã lực.
- Ki-33: 2 chiếc nguyên mẫu, phát triển từ Ki-18 với động cơ mới và nóc buồng lái kín.

Tổng số được sản xuất (mọi phiên bản): 1.094 chiếc

## Các nước sử dụng
Nhật Bản
- Hải quân Đế quốc Nhật Bản

## Đặc điểm kỹ thuật (Mitsubishi A5M)

### Đặc điểm chung
- Đội bay: 01 người
- Chiều dài: 7,6 m (24 ft 10 in)
- Sải cánh: 11,0 m (36 ft 1 in)
- Chiều cao: 3,3 m (10 ft 9 in)
- Diện tích cánh: 17,8 m² (191,6 ft²)
- Áp lực cánh: 93,7 kg/m² (19,2 lb/ft²)
- Trọng lượng không tải: 1.216 kg (2.681 lb)
- Trọng lượng có tải: 1.676 kg (3.694 lb)
- Động cơ: 1 x động cơ Nakajima Kotobuki-41 9-xy lanh bố trí vòng tròn, công suất 785 mã lực (585 kW)

### Đặc tính bay
- Tốc độ lớn nhất: 435 km/h (270 mph)
- Tầm bay tối đa: 1.200 km (746 mi)
- Trần bay: 9.800 m (32.150 ft)
- Tỉ lệ công suất/khối lượng: 0,316 kW/kg (0,192 hp/lb)

### Vũ khí
- 2 x súng máy kiểu 97 gắn trong thân

## Nội dung liên quan

### Máy bay liên quan
- A6M-Zero

### Máy bay tương tự
- Polikarpov I-16
- P-26 Peashooter

### Trình tự thiết kế
A2N - A3N - A4N - A5M - A6M - A7M

### Danh sách liên quan
- Danh sách máy bay chiến đấu
- Danh sách máy bay quân sự Nhật Bản
- Danh sách máy bay trong Chiến tranh Thế giới II
- Danh sách máy bay tiêm kích